# You're the One (Greta Van Fleet)
You're the One è un singolo del gruppo musicale statunitense Greta Van Fleet, pubblicato il 27 novembre 2018 come secondo estratto dal primo album in studio Anthem of the Peaceful Army.

## Tracce
- Download digitale

1. You're the One – 4:28

## Formazione
- Joshua Kiszka – voce
- Jake Kiszka – chitarra
- Sam Kiszka – basso
- Danny Wagner – batteria